# 扬·阿德里安·扎雷
扬·阿德里安·扎雷（羅馬尼亞語：Ion Adrian Zare，1959年5月11日—2022年2月23日），罗马尼亚男子足球运动员，司职后卫。他曾代表罗马尼亚国家队参加1984年欧洲足球锦标赛，结果队伍止步小组赛阶段。